# Leonid Breitfuss
Leonid Breitfuss ou Ludwig Gottlieb Leonid Breitfuß (en russe : Леонид Львович Брейтфус), né le 1er décembre 1864 à Saint-Pétersbourg et mort le 20 juillet 1950 à Bad Pyrmont, est un explorateur et biologiste marin allemand.

## Biographie
Leonid Breitfuss est issu d'une famille de marchands allemands de Saint-Pétersbourg. Son grand-père, originaire de Rastenbourg en province de Prusse-Orientale s'est installé à Saint-Pétersbourg sous le règne de Catherine la Grande. Breitfuss étudie à la Sankt-Petri-Schule germanophone.
En 1889, il commence à étudier les sciences naturelles à l'Université de Berlin, avec une spécialisation en biologie. Il obtient son doctorat en 1898 comme étudiant universitaire de Franz Eilhard Schulze avec une thèse sur les éponges calcaires. Pendant ses études, il noue des contacts avec des naturalistes tels que Hermann von Helmholtz, Ernst Haeckel, Carl Chun et Wilhelm von Bezold (de) ainsi qu'avec l'explorateur polaire Fridtjof Nansen.
De 1898 à 1908, il est membre et à partir de 1902 chef de l'expédition russe à Mourmansk initiée par le zoologiste Nikolai Knipovich pour la recherche biologique et océanographique du nord de l'océan Arctique. À partir de 1912, il dirigea le département météorologique et océanographique du service hydrographique de la marine impériale russe à Saint-Pétersbourg et reste à ce poste jusqu'en 1920 après la Révolution d'Octobre. En 1914-1915, il organise les expéditions de sauvetage des expéditions polaires russes de Gueorgui Sedov, Gueorgui Broussilov et Vladimir Roussanov, qui étaient en détresse, mais ne peut finalement pas les aider. Son opération de sauvetage en 1920 avec le capitaine norvégien Otto Sverdrup pour le brise-glace Solowey Budimirovich (plus tard Malygin), bloqué en mer de Kara, est plus réussie. Ils réussissent à atteindre le Solowey Budimirovich avec le brise-glace Sviatogor (plus tard Krasin) et à libérer le navire des glaces.
Leonid Breitfuss s'installe ensuite à Berlin. Sa principale préoccupation scientifique est la question du passage du Nord-Est. Il a également participé à l'International Study Society for Arctic Exploration by Airship (Aeroarctic (de)), dont il est membre fondateur en 1924. Lors de la réunion d'un comité spécial nommé par le conseil d'administration de l'Aéroarctique le 16 novembre 1926, Breitfuss suggère la mise en œuvre d'une deuxième Année polaire internationale, qui devrait avoir lieu exactement 50 ans après la première. Le météorologue Johannes Georgi, qui a participé à la réunion, renouvelle la proposition un an plus tard à l'Observatoire maritime allemand de Hambourg, que le directeur, Hugo Dominik (de) (1872-1933), transmet à l'Organisation météorologique internationale. Breitfuss est donc considéré comme un initiateur important de la deuxième Année polaire internationale. À partir de 1928, il édite la revue Arktis. Après la mort de Fridtjof Nansen, qui en tant que président fondateur d'Aeroarctic était également rédacteur en chef de son magazine, il est publié conjointement, après 1930, par Breitfuss, Arthur Berson et Walther Bruns (de).
Jusqu'en 1936, Breitfuss mène des recherches à l'Institut zoologique de l'Université de Berlin, principalement sur les éponges calcaires, et dirige la bibliothèque de l'institut.
Pendant la Seconde Guerre mondiale, il travaille sur un vaste ouvrage standard sur la recherche polaire, qui devait contenir une liste de plus de 3 000 voyages polaires. Cependant, le projet est détruit durant la guerre.
En 1945, Breitfuss, âgé de plus de 80 ans, obtient un emploi à l'Institut hydrographique allemand, successeur de l'Observatoire maritime allemand de Hambourg, qui travaille sous l'administration de la marine britannique jusqu'en 1948. A cette époque, le futur chimiste Bruno Sansoni (de) est son secrétaire particulier.
Après la mort de Breitfuss, sa bibliothèque polaire est vendue par ses héritiers au Scott Polar Research Institute de Cambridge.
En plus des rapports sur l'expédition de Mourmansk (huit volumes), Leonid Breitfuss publie The North Polar Region en 1943. Au total, il a rédigé plus de 200 articles scientifiques dans les domaines de la zoologie, de l'océanographie et de l'histoire de l'exploration polaire.

## Récompenses et distinctions
Le travail de Breitfuss a été récompensé à plusieurs reprises. La Société géographique russe de Saint-Pétersbourg lui a décerné la médaille d'or Lütke.
- Le gouvernement russe l'a nommé conseiller d'État.
- Le gouvernement norvégien lui a décerné la Croix de Commandeur de l'Ordre de Saint-Olav[1].
- Un cap sur l'île Hooker (Terre François-Joseph) porte son nom, tout comme le glacier Breitfuss en Antarctique.

## Publications
- 1898 : Die arctische Kalkschwammfauna. Inauguraldissertation, Stricker, Berlin 1898
- 1925 : Irrfahrten im Lande des Weißen Todes. Erlebnisse und Tagebuchaufzeichnungen des ersten Steuermanns Albanow der Brussilow-Expedition (1912–1914) auf seiner Reise von Bord der St. Anna nach dem Kap Flora, Perthes, Gotha
- 1943 : Das Nordpolargebiet. Seine Natur, Bedeutung und Erforschung, Springer, Berlin
- 1950 : Erforschung der Polargebiete 1932–1947, Perthes, Gotha